# Leonard Sillman
Leonard Sillman (9 de mayo de 1908 – 23 de enero de 1982) fue un productor teatral estadounidense, activo en el circuito de Broadway. 

## Biografía
Nacido en Detroit, Michigan, era hermano de June Carroll, cuñado de Sidney Carroll y tío de Steve Reich y Jonathan Carroll. Es quizás más conocido por su serie de revistas musicales, Leonard Sillman's New Faces, con la cual presentó a muchas grandes estrellas de Broadway al público, entre ellas Eartha Kitt, Inga Swenson, Paul Lynde y Maggie Smith. Se produjeron varias versiones de New Faces en 1934, 1936 (con el film New Faces of 1937), 1943, 1952 (con el film New Faces), 1956, 1962 y 1968. La primera producción de New Faces en 1934, incluía a los actores Henry Fonda,  Imogene Coca y Frances Dewey Wormser.
Sillman también produjo otras muchas obras teatrales entre las décadas de 1930 y 1960, entre ellas All in Fun (1940), Mask and Gown (1957) y the Family Way (1965). Su autobiografía Here Lies Leonard Sillman: Straightened Out at Last fue publicada por Citadel Press en 1959. 
Leonard Sillman falleció en 1982 en Nueva York.